# 糜有象
糜有象（1572年—？），原名武于光，字维周，改字十茎，號清宇，改號象冈，山西太原府代州繁峙县人，明朝政治人物。

## 生平
万历二十八年（1600年）庚子科順天府乡试舉人，三十二年（1604年），登甲辰科进士，本年授山东乐安县知县，三十八年補南工部营缮司主事，三十九年終養，四十七年補工部屯田司主事，泰昌元年升通政司左参议，天启元年养病，三年京察。

## 家族
曾祖糜鸾，祖糜尚荣，父糜穀，母郑氏。慈侍下，兄有秋，有年，有本。娶武氏，继娶郭氏。